# Měděnec (tvrz)
Tvrz Měděnec (též Kupferberg) stávala na blíže neznámém místě v obci Měděnec, pravděpodobně v jeho centru.

## Historie
Statek Mědenec (tehdy uváděn jako Hora Kupferberg) je poprvé doložen k roku 1449 jako majetek Viléma ze Šumburku. Tehdy spadala pod Funkštejn, v roce 1466 přešla pod Perštejn a v roce 1512 pod Šumburk. V roce 1543 došlo k rozdělení panství, kdy část vlastnil Hanuš z Fictumu a druhou část získali páni ze Šumburku a v roce 1544 Jindřich Šlik. Pravděpodobně někdy v této době byla na fictumské části statku vystavěna tvrz, poprvé zmíněna v roce 1577 jako majetek Volfa, Jetřicha a Kašpara z Fictumu. V roce 1597 jej Kašpar prodal jáchymovskému mincmistrovi Kryštofovi z Taubenreutu. V roce 1628 prodala vdova po Kryštofovi, Voršila z Taubenreutu, svůj díl statku Jindřichu Šlikovi z Holíče. Ten připojil obě části Měděnce k Hauenštejnu. V této době zároveň přestala tvrz plnit reprezentativní funkci. Obecně se soudí, že zanikla již v 17. století, ale podle nejnovějších poznatků to vypadá, že zcela splynula s hospodářským dvorem a zanikla až při budování silnice v letech 1970-1971.